# 氷室の天地 Fate/school life
『氷室の天地 Fate/school life』（ひむろのてんち フェイト スクールライフ）は、磨伸映一郎による日本の4コマ漫画作品。『Fate/stay night』（TYPE-MOON）を題材とした派生作品の一つ。原作および監修にTYPE-MOONがクレジットされている。作者による略称は「ひむてん」。
月刊ComicREX増刊『まんが4コマKINGSぱれっと』（一迅社）のVol.2（2006年）より連載開始。掲載誌の月刊化、独立創刊、書名の変更を受け、『まんが4コマぱれっと』に2022年4月号まで連載していたが、同誌の休刊により『月刊ComicREX』（同）に移籍して同年5月号より2025年3月号まで連載。

## 内容
本作は『Fate/stay night』本編において端役として登場した「三人娘」（氷室鐘・蒔寺楓・三枝由紀香）を主役に据え、彼女たちの学生生活をコミカルに描きつつ「聖杯戦争が発生した冬木市に住む一般人の視点」から『Fate』に触れるスピンオフ作品である。
TYPE-MOONの監修を経た公式作品であり、本作で初めて公表された設定も存在する。主人公たちが2年生に進級した春（時間軸上では本編の9ヶ月前）から始まって、球技大会・修学旅行・夏休み・インターハイ・体育祭・文化祭・市民マラソン大会・クリスマスと進行していく。聖杯戦争が開戦してからは、第3のルートである「Heaven's feel」を一般人視点から描写。様々な要因から細かい部分での差違はあるものの大局は変わらないまま聖杯戦争は終了し、物語は「HFルート以降」の世界へと突入している。
コメディ学園漫画という作品の性質上、「魔術」や「英霊」といった本編の設定はほとんど登場せず、代わりに他の漫画、アニメ、ゲーム等のパロディが多い。
単行本第6巻・7巻・9巻の限定版ではドラマCDが付属しており、音声メディアにも進出を果たしている。また一迅社公式のウェブサイト「ぱれっとonline」では番外編として『マキジ大作戦』『マキジ大作戦 RIZING』が不定期に連載されている。こちらも単行本に収録されている。
『まんが4コマぱれっと』2015年3月号にて連載通算100話を達成した。2015年2月27日、新宿ロフトプラスワンにて記念イベント「氷室の夢は夜ひらく」が開催され、作者や原作TYPE-MOONの版権担当・のきつらが登壇した。同イベントでは記念小冊子が販売された。
2017年12月31日、Fate/Grand Orderとコラボレーションした短編テレビアニメ『Fate/Grand Order × 氷室の天地 〜7人の最強偉人篇〜』を放送。本作初の映像化となる。

## 作品背景

### 連載までの経緯
作者の磨伸映一郎は、もともと本作掲載誌の発行元である一迅社が展開している『Fate』系コミックアンソロジーでも三人娘を中心にした短編を発表していた。
一迅社はTYPE-MOONに『Fate』シリーズを題材とした漫画のオファーを出しており、ぎりぎりのところまで誰に描いてもらうか調整を進め、磨伸映一郎に決めた。そして、磨伸の元に届いた『まんが4コマKINGSぱれっと』の創刊号の見本誌の次回予告ページには『Fate』シリーズを題材とした漫画の告知が載せられており、磨伸が疑問に思った矢先、担当編集者からオファーが来た。
『Fate』シリーズを題材とした4コマ漫画を制作するにあたり、磨伸は当初、聖杯戦争が起きていた時の三人娘を題材にしようと考えていたが、担当編集者から「物語がすぐに終わってしまう」という理由で却下された。そこで磨伸は、聖杯戦争の1年前、すなわち三人娘が2年生になったばかりの春から始めようと提案し、それが第1話へと発展した。

### 連載
原作『Fate/Stay night』ではわき役だった三人娘を題材としたのには、強い個性を持つ彼女たちに焦点を当て、再発見と再確認を促すという目的があった。
また、三人娘のうちの一人である氷室鐘が磨伸の好きな眼鏡っ娘だったことも決め手となった。
本作には、「原作版Fate」の主人公として設計されたキャラクター・ 沙条 綾香も登場している。ただし、「聖杯戦争に参加しなければならない運命」や「動物殺しの罪悪感」というマイナス要素がなく、生活環境の違いもあって「家族関係が良好」であるという理由から、後に公開された『Fate/Prototype』とはキャラクターが大分異なっている。
磨伸はいちあっぷとのインタビューの中で、自分が現在描いているものに関係するか否かにかかわらず、日々の情報収集を通じてアイデアを集めていると話しており、サブカルチャーから社会や芸術、経済、科学といったあらゆる分野を範囲としている。
ただし、すべてを記憶するのではなく、「さわり」のみを記憶するにとどめているとし、磨伸本人はこれを「脳内にトリガー（引き金）だけを無尽蔵に用意しておく」と呼称している。無関係のトリガーから出された知識がネタの肉付けになったり、複数のトリガーが連鎖反応を起こして大きなネタに発展したこともあると述べている。
たとえば、氷室がアライグマを捕まえてしまう話（単行本第4巻収録）は、磨伸がテレビで見た「外来種としてのアライグマ問題」からヒントを得て制作された。磨伸はこのエピソードが後の『氷室の天地』の展開に大きな影響を与えたと述べ、もし『Fate』と無関係なネタだとして切り捨てていたら漫画の展開が激変していた可能性があるとも話している。
本作はパロディが多いことでも知られているが、磨伸はパロディにおいて「どうひねるのか」「如何（いか）にして意外性を持たせるのか」ということが重要であると述べており、「パロディを理解してもらう、というのは元ネタを一種の共通言語として共有しているようなものです。」とも話しつつも、できれば元ネタがわからなくても面白さを理解できるところまで昇華させたいとも述べている。

### 番外編
蒔寺楓を主役とした「番外編 マキジ大作戦」はネット媒体で不定期連載された番外編であり、『氷室の天地』本編の補強として制作された。
また、「マキジ大作戦ライジング」は、ufotable制作のテレビアニメ『Fate/stay night[Unlimited Blade Works]』における三人娘の設定や状況が他作品と少し違うことにヒントを得て作られたものであり、TYPE-MOONの奈須きのこや、『Fate/Prototype 蒼銀のフラグメンツ』を手掛けた桜井光と話し合った末に、アニメ版の設定が取り入れられた。

## 登場キャラクター
担当声優はドラマCD版・テレビアニメ『7人の最強偉人篇』でのキャスト。

### 穂群原学園2-A（3-A）の生徒
氷室 鐘（ひむろ かね）
声 - 中川里江
本作の主人公。丸眼鏡をかけプロポーションにも恵まれた美人だが、あまり自己主張をしないため、存在感が薄い。陸上部員で、競技は走り高跳び。元々絵を描くのが好きだったのだが、楓に誘われて入部した。その他のスポーツも得意でさらに博識であり、マニアックな知識も持ち合わせた文武両道。一方で、芸能関係などの事情には詳しくない。家は新都にある蝉菜マンションであり、父親は冬木市長という資産家だが質素倹約が信条。為政者の家族として、襟を正して清廉であるべしと贅沢を自ら戒めているらしい。「英雄史大戦」などにおけるプレイヤー名は「HIMUHIMU」。
普段は冷静沈着だが悪ノリする事も多く、思い込みが激しいためトラブルを招く事もある。普段から古風で堅苦しい口調であり、二人称は「汝（なんじ）」。計略をめぐらすのが好きなようで、たまにどこからか軍師よろしく羽扇を持ち出している。通称「穂群原の呉学人」。趣味は人間観察で、少女趣味なところもある。幼い頃のトラウマで生きている猫を大の苦手としており、猫を近づけるとパニックに陥る。
生まれる前、父が薪寺家と子同士を許嫁にする約束を交わしていたが、双方ともに娘だったために事実上破棄されている。鐘は当初その事実を知らなかっため、父の面目も考えて許嫁の正体を探ろうとしていた。もっとも本人の恋愛に対する認識は極めて浅く、「カップルとして絵になる」という判断基準しか持ち合わせていない。この件に関する相談相手の沙条綾香には、密かに「稚拙な恋愛観」と評されている。許嫁の約束は薪寺家を含めて三件あったことが後に判明。うち一人は当初の有力候補だった柳洞家だと考えられており、三人目は不明ながら「既に過去の人ではないか」と綾香や鐘自身には推測された。
物語が『Fate/stay night』で描かれた聖杯戦争の時期になると、傷害事件やガス漏れ事故、集団昏倒事件など冬木中で頻発する事件に違和感を覚えて独自の調査に動き出す。過去の聖杯戦争により表沙汰となった事件などを調査した結果、一連の現象は「第二次世界大戦期に地中に埋没した不発弾から漏れ出た化学物質によるもの」と結論付ける。そのニアミスを利用した綾香の助言に基づき、市長の父に要請して柳洞寺近隣住民を避難させ、聖杯戦争終盤に崩落しかけた冬木の大空洞による被害を未然に防ぐことができた。
蒔寺 楓（まきでら かえで）
声 - 結下みちる
通称「マキジ」。褐色肌のスポーティーなスタイル。活発な性格で典型的なトラブルメイカーだが、根は純情家。陸上部員で種目は短距離走。プロ選手も多数出場した市民マラソン大会で6位に入るなどスポーツは得意だが、勉強はからっきし苦手。ただし日本史・世界史を問わず歴史分野だけは大得意であり、広範かつ深遠な知識の持ち主でマニアックな話題にも即応する無尽蔵の知識を誇る。意外と手先が器用で絵が得意。料理は苦手とする一方で和食は得意だと自称している。趣味は骨董。幽霊や怪談などが極端に苦手。「新幹線は時速119km」・「クワガタバブル」など、知識のソースが古い。また人の名前を覚えるのが非常に苦手で、年単位で付き合いのある友人や後輩の名前もろくに覚えていなかった。
実家は「詠鳥庵」（えいちょうあん）という、町で一番の高級呉服店。古物商の一面も持つかなりの老舗であり、先祖を遡ると瀬戸内の海賊であったらしく、「鬼神の長槍」という家宝（「長曾我部」と彫られている）が伝わっているほか、敷地内にある蔵には貴重な古物や質流れした魔術品などが収蔵されているが、その真価についてはよく理解しておらず、むしろ蔵の中で奇怪なことが多く発生したために気味悪がっている。家業については大事に思っているようで、お得意様の前では脊髄反射的に丁寧な対応を取っている。
三年生の引退後は陸上部の部長に就任。しかしその傍若無人ぶりに加えて陸上部の実績が思わしくないこともあり、生徒会の指示によって部長職を剥奪され、佐伯を部長に据えることになってしまった。聖杯戦争後に部長職は返還されるが、佐伯も引き続き「キャプテン」に留まる。
三枝 由紀香（さえぐさ ゆきか）
声 - 中尾衣里
陸上部のマネージャー。当初は料理同好会に入るつもりだったが、楓に誘われて入部した。おとなしく目立たない性格ではあるが、6人姉弟の長女で5人の弟の面倒を見ているため人間としてはしっかりしており、冬木市で局地地震が発生した際にはその人間力・生活力の高さを見せつけた。友達思いであり常識人。身体能力は極端に低く、球技大会でペタンクに出場した際には翌日に筋肉痛で学校を休んだ程。手先が器用で家事全般が得意。実家は一軒家だがあまり裕福ではないらしく、自身が家事をこなしておりその暮らしぶりや感性、そして普段使いしているレトロ雑貨の数々をもって「昭和」と評された。実は強力な霊視能力の持ち主だが、本人は無自覚のため会話が怪談になってしまうことがある。また小説を幅広く愛読している。
美綴 綾子（みつづり あやこ）
声 - 水沢史絵
陸上部員3人のクラスメイトにして、遠坂凛の数少ない友人でもある。どちらかと言うと「いじられ役」のポジションとなっている。スポーツと勉強の両方が得意。武道全般に秀でており、最も得意とするのは薙刀。弓道は唯一得意ではなかったため、そこを補うために入部したが、その才能を遺憾なく発揮して部長に就任した。また、弓道部を辞めた衛宮士郎をライバル視しており、復帰を望んでいる。他には地元の空手道場では師範代に就いている。さばさばした性格である一方、少女趣味・BL趣味な一面も覗かせる。料理が上手だが、小麦粉・ベーキングパウダーなどの「粉もの」を使った大量生産の料理を得意とする。
かなりのゲーム好きで、鐘とネット対戦しているほか、乙女ゲームの入手に狂喜乱舞することもある。家は鐘と同じ蝉菜マンションだが、部屋の広さは氷室家の方が大きいらしい。「英雄史大戦」などにおけるプレイヤー名は「AYA」。
聖杯戦争中、『Fate/stay night』で描かれたようにライダーに襲われて人事不省となり入院することになった。その時の記憶は失っているが、戦後もライダーを苦手としている様子が描かれている。
沙条 綾香（さじょう あやか）
クラスメイト。視力が悪いため眼鏡をかけている。スポーツ・料理などの基本的なステータスは高く、また大食いなところもあり体育祭のパン食い競争では体調不良ながらも優勝している。
普段は物静かで単独行動をしている事もあるが、人付き合いが悪いわけではない。飄々とした性格で一見何を考えているか判らないが、実際キャラクターを演じる事で猫をかぶっている。山菜や野草を採るのが趣味で、自分の背丈以上の鞄に野草を詰めている事もしばしば。自宅と思しき場所に魔女を彷彿とさせる道具・設備を備えている。由紀香からは遠坂凛と雰囲気の類似性を指摘されているが、その正体は遠坂凛と同じく魔術師であり、魔術教会の総本山である「時計塔」に所属している。また薬草を用いた魔女術（ウィッチクラフト）を得意としているほか、野生化したアライグマを使い魔として使役している。かつて遠坂家のものだった魔術的に優良な土地を沙条家が所持している事から凛からはよく小言を言われており、作中でも念話で言い合いをする様子がしばしば描かれている。
魔術師らしい打算的かつ効率的な思考の持ち主ではあるものの、情によって態度を変えるなど柔軟な性質の持ち主。鐘から許嫁の件について相談を受けており、魔術的な方法で彼女に助言を与える一方、魔術については伏せつつ友人たちを守る方法について鐘に相談するなど「戦友」と呼べる間柄となってている。聖杯戦争ではあくまで部外者の魔術師として傍観に徹しつつ、事前に氷室たちを守るための対策を施すために奔走。戦争末期には地盤崩落寸前にまでになった「冬木の大空洞」の魔力溜りから強引に魔力を除去し、大災害を未然に封じた。戦後はその説明のために凛とともにロンドンへ赴くことになるが、三年次の夏休みころ、冬木で暗躍していると思しきラニ=Ⅵへの対応等のために一時帰国する。
遠坂 凛（とおさか りん）
クラスメイト。学校でも指折りの優等生で、1年生にしてミス穂群原を獲得するなど容姿端麗、また文武両道で料理（特に中華）も得意。眼鏡をかけている時もある。綾香同様、猫をかぶっており人当たりも丁寧だが、一方で友人も多くない。当初はいわゆる背景キャラとして各所に登場していたが、単行本第2巻以降ではストーリーにもかかわり始め、鐘たちとの絡みも多くなっていく。聖杯戦争後は聖杯召喚と崩壊の説明責任を果たすため、綾香とともにロンドンへ発つ。幼くして家を継いだこともあり、魔術品のいくつかが質流れしており、偶然にも薪寺家が二点所有することが発覚した。一点は無事回収したが、魔術刀については「英雄史大戦」の大会「地方キャラバン大会」で最上位者に贈与されることとなってしまい、やむを得ず自ら出場。友人たちの力を借りて無事に優勝することができた。
原作『Fate/stay night』では魔術師として活躍する が、その正体は一般人である鐘たちに明かす事が出来ないため、彼女だけの秘密として扱われている。同じ魔術師である沙条とのみ裏で密かに交流しているが、土地問題や性格の不一致からあまり仲は良くない。聖杯戦争を無事生き残り戦後は学業にも復帰したものの、魔術協会への釈明のため三年次から留学という名目で綾香とともに渡英した。

### 穂群原学園陸上部の部員
佐伯 直美（さえき なおみ）
声 - 若林直美
2-D（3-D）の女生徒。三つ編みに丸眼鏡で巨乳。円盤投げの種目で好成績を残しており、体育祭でもマグロ投げ（ツナトス）で活躍する等、投擲競技に優れる。同学年の楓に丁寧語で話すなど「蒔寺部長」と立てている一方で、鐘が楓を御すのに同情している。趣味はテーブルゲームで、特にTRPGへの造詣が深い。そのほか家庭用ゲームやPCゲームなど、室内ゲームを幅広く嗜んでいる。住所は深山町で、柳洞寺近隣。兄がいる。「英雄史大戦」などにおけるプレイヤー名は「Phoenix G」。
楓が生徒会により部長職を剥奪されると、後任の部長に就任。スパルタ主義の楓に反して科学的トレーニングや生涯スポーツ論を打ち出して部員たちから圧倒的支持を得た。しかしその後、聖杯戦争中に体調不良で入院し、退院後も聖杯戦争の余波により一時避難の指示を受けるなど悪いことが続いたが、楓や鐘が主導する炊き出しを見て安堵の息をついた。その後、楓への部長職返上を申し出たが、これまでの実績や人気を考慮して新たに「キャプテン」に就任し、陸上部は両頭体制をとることとなった。
Fate本編には存在しない本作のオリジナルキャラクター。当初は名前が設定されておらず、『マキジ大作戦』のキャラクター紹介では「？？？」と表記され、作者が担当編集者との打ち合わせの際には「円盤 投子（えんばん なげこ）」の仮称を用いていた。後者の仮称は彼女の名を忘れていた楓も使用している。単行本7巻特装版付録のドラマCD内で初めて本名が明らかにされた。
鍋島（なべしま）
髪の毛をオールバックにした猫目気味な女子学生で、鐘たちの一年下の後輩。担当競技は不明。蒔寺に辛辣にあたったりと勝ち気な性格である。部が両頭体制になった後は「主将」を自称する。
長距離走の陸上部員
小柄な体格の男子学生で、鐘たちの一年下の後輩。冬木市民マラソンでは総合7位に入る活躍を見せる。学年は明らかにされていないが、転入生であるらしく過去の冬木の出来事について詳しくない。部が両頭体制になった後は「リーダー」を自称する。
臼杵 光那（うすき みな）
佐伯の後輩の女子学生。初登場時は中学生で、翌年度に穂群原学園に入学、1-Bに在籍。部のホープと見込まれて陸上部に入部する。目つきが悪くぶっきらぼうな性格のように思われていたが、実は近年になって急激に視力が低下したことが全ての原因。中学時代は温厚で礼儀正しい性格だったと佐伯は回想している。眼鏡に対する強い偏見を持っていたため、無理して裸眼生活を送っていたが、鐘らの勧めでメガネを装着するようになってからはすべて改善され、クラスメイトからちやほやされるほどの美少女ぶりを披露した。また裸眼時は円盤投げ競技も壊滅的だったが、眼鏡をかけてからはこれも改善された。
窪田（くぼた）
佐伯の後輩の男子生徒。初登場時は中学生で、翌年度に穂群原学園に入学。かなりの長身で常に目を異様に見開いている。その風貌で周囲から恐れられていたが、目つきの悪さは光那と同じく視力に問題があったため。鐘の勧めで眼鏡を着用するようになった結果、爽やかイケメンへと変貌を遂げた。

### 穂群原学園生徒会の役員
柳洞 一成（りゅうどう いっせい）
声 - 真殿光昭
2-D（3-D）の男子生徒。生徒会書記長。#59からは生徒会長に就任。眼鏡をかけている。書記長時代から自他共に認める次期生徒会長の最有力候補であったが、当時の生徒会長とはあまりそりが合っていなかった様子。生真面目な性格ではあるが、行事などで盛り上がったり勝負事で白黒はっきりつけようとするなど、やや熱血な性格。実家は深山町円蔵山にある柳洞寺であり、その家風はやや厳格で、肉食は禁じられているらしい。鐘とは色々と因縁があり、関係は微妙なものになっている。「英雄史大戦」におけるプレイヤー名は「一喝」。
柳洞寺は聖杯戦争の舞台のひとつとなり、戦後は地下大空洞の崩壊により住居ともども全壊した。しかし直前に柳洞寺で昏睡事件が起きており、一成含む住人たちはいずれも市内の病院に緊急入院していたために難を逃れている。退院後は仮住居として新都の蝉菜マンションに転居した。鐘の許嫁候補の一人であり、長らく本命と目されていた。
角隈 白野（つのくま はくの）
柳洞生徒会の副会長。就任挨拶をはじめ基本的には眠っているため無能と誤解されているが、いざ覚醒するとその有能ぶりは尋常ではなく、その手腕は柳洞以上と言われ、次期生徒会長筆頭候補の挙げられている。異名として「ムーンウォーカー」または「月見の角隈」と呼ばれている。凛はこの性質を極端な幸運、一成は超疲労をもたらす超人的な先読みと分析しているが、実は神霊・玉藻前に憑かれて（好かれて）おり、修学旅行ではその縁の地に執着するなど常識外れの行動をとろうとするまでになっている。またラニ=Ⅵからも好意を寄せられ、二年次の夏には彼女の提案で治療を目的にエジプト留学が決まる。「英雄史大戦」におけるプレイヤー名は「フランシスコ」。
作中ではフキダシによる台詞が一切描写されておらず、数少ない発話シーンでもフキダシを用いない手書き文字が使用されている。ビジュアルは『Fate/EXTRA』の男性主人公（岸波白野）のものと同一だが、作中での彼の本名も岸波白野。衛宮士郎と同様に10年前の冬木大災害で一家被災し、現在は親戚筋の養家の姓となっている。
霧島（きりしま）
柳洞生徒会の書記。一成や角隈とともに就任挨拶の際には壇上に上がっている。会長の一成と行動を共にしているシーンが多い。異性の好みは「眼鏡男子」らしい。一成の会長満期退任と角隈の留学により次期生徒会長の有力候補に目されたものの、当人は固辞して副会長の座に収まることになった。
角隈と同じく彼女の台詞は描かれていない。ビジュアルは『Fate/EXTRA』の女性主人公（岸波白野）のものと同一。なお名前の初出は『Fate/hollow ataraxia」。
生徒会会計
柳洞生徒会の会計。前髪で目が隠れているメカクレ系キャラ。女性。先代生徒会の信奉者であり、一成とは違い「明るく楽しい」生徒会を理想としている。そのために予算を大盤振る舞いしてしまい、凛に強く咎められてしまう事もあった。
前生徒会長
眼鏡をかけた3年生男子。名前は不明。明るく楽しい運営を心がけているようで、生徒からの支持率も高い。ただし突拍子もない企画を打ち出して不安を抱かれる事も多い。特に書記長の一成からは「ふざけている」と一蹴されている。副会長とともにカウボーイのコスプレを好んでしている。
#59で副会長とともに生徒会を引退した。その際、副会長との婚約を発表しており、その後も健全な交際が続いている様子を鐘と由紀香によって観察されていた。
田北（たきた）
生徒会副会長。眼鏡をかけた3年生女子。会長と共に明るく楽しい運営をバックアップしていた。♯59で会長とともに生徒会を引退。その後「英雄史大戦」の大会では司会のアルバイトとしても登場している。前年度ミスコンテストにも凛や美綴と共にノミネートされていた。

### 穂群原学園弓道部の部員
間桐 慎二（まとう しんじ）
一成たちのクラスメイト。弓道部副部長。ナルシスト気味かつ自己顕示欲の強い性格で、主要キャラたちからはあまり好印象を持たれていないが、美形な外見からか女子生徒たちからの人気は非常に高い。トラブルメーカーであり、弓道部所属であり綾子や大河からは問題児扱いされている。運動神経はそこそこのようだが、数学クイズで円周率を「およそ3」と答えるなど「ゆとり」レベル。その特徴的な髪型から「ワカメ」と呼ばれており、本人は不快がっている。実家は資産家で、本人もその財力に物を言わせて放蕩している模様。「英雄史大戦」でもその財力で強力なカードを揃えていた。
聖杯戦争を前にして徐々に性格が荒々しくなっていったが、綾香に頭髪を刈り取られた上でその動向に釘を刺された。その後はカツラをかぶって生活し、聖杯戦争においても病院送りになったものの生存。なお刈り取られた頭髪は、綾香が聖杯戦争中に魔術触媒として活用した。その後は少し落ち着きを取り戻し、魔術師の地である冬木を離れるべく受験生としての日常を送っている。
間桐 桜（まとう さくら）
鐘の一学年下の後輩。慎二の妹で、兄と一緒の弓道部に所属している。ルックスがいいためか、学内でもそれなりに知名度があるらしい。文化祭のミス穂群原コンテストに参加するが凛に敗れる。第五次聖杯戦争にも関わっており、ライダーのマスターであることが仄めかされている。また戦中に黒化した様子が描かれているが、戦後は普段の生活に回帰。「大切な人」の「ケガ」を治すため、日本を出る決断を下している。
美綴 実典（みつづり みのり）
綾子の弟。本編開始時は中学3年生で、翌春に穂群原学園に入学し、弓道部に所属する。桜に淡い想いを抱いている。
高橋 和夢（たかはし あゆ）
一成たちのクラスメイト。ショートボブに眼鏡をかけた少女。弓道部の懐刀と呼ばれている知将で、特技はクイズ。3年目の球技大会スピードボールで薪寺・美綴ペアと対戦、クイズ攻めで隙を突く戦法で下して優勝した。実家は新都で眼鏡屋を営んでおり、本人も店番をするなど眼鏡に対する造詣は深い。
キャラクターデザインはアニメ版『Fate/stay night』『Fate/stay night [Unlimited Brade works]』で主人公・衛宮士郎のクラスメイト（つまり一成のクラスメイト）として登場していたモブキャラクターによる。原作・那須きのこの公認を得て本作で初めて命名された。

### その他の穂群原学園の生徒
後藤 劾以（ごとう がい）
声 - 市来光弘
一成たちのクラスメイト。他者からの影響を受けやすい性格で、特に前日に見たテレビ番組や漫画などによって口調が変化する。お気に入りは『暴れん坊将軍』であり、普段は時代劇口調である。「英雄史大戦」のプレイヤー名は「5-10（ゴトー）」。しばらくはテレビアニメ『Fate/stay night』にて描かれた金髪のツーブロック姿だったが、物語後半には『Fate/stay night [Unlimited Brade Works]』に合わせる形で黒に染め直している。
衛宮 士郎（えみや しろう）
一成のクラスメイト・親友にして、『Fate/stay night』本編の主人公。自己主張はあまりしない性格で、極度のお人よし。その性格に加えて学校の備品などの修理に長けている事から「天才工兵」・「ブラウニー」等と称された。元は弓道部で綾子以上の腕前であったが、今は退部している。
本作では、原作とは一線を画すために、本編中で台詞を発していない（ただし番外編では台詞がある）。聖杯戦争後は登場しておらず、間桐桜の台詞から『Fate/stay night』「Heaven's Feel」の結末を迎えていることが匂わされている。
吉岡（よしおか）
鐘らが三年次の1-Bの女子生徒。部活は漫画研究会。クラスメイトの光那とは幼馴染で、佐伯とも面識がある。オタク気質があるため、鐘たちともすぐに打ち解けた。光那に対しては溺愛に近い感情を寄せている。
キャラクターデザインは後述のジナコ=カリギリのものによく似ている。
シエル（Ciel）
2年生。コマの端々に登場するも、あくまで画面上のお遊び的なカメオ出演だろうと思わせておいて、実は……という謎の存在。(キャラとしての詳細は月姫 (ゲーム)を参照）。シエルに付随して、彼女の武器・第七聖典の精霊であるセブンの姿も散見される。

### 穂群原学園関係者
葛木 宗一郎（くずき そういちろう）
2-Aの担任教師で、担当科目は倫理、生徒会顧問。眼鏡をかけており、体格はやや痩せ気味。寡黙な性格で余計な事は話さないが、威厳はあり混沌としやすいクラスを統率している。謎の武術を扱い、規律を乱した者に制裁を加えた事もある。「なぜか戦闘力が高すぎる教師」の一人。
聖杯戦争の最中、柳洞寺で「ガス漏れ事故」が起こって移行から行方不明となり、大河や一成たちを落胆させた。警察からは事件の容疑者と目され一時は良からぬ噂も流れかけたが、鐘が流布した「柳洞寺に寄宿していた白人女性と駆け落ちした」という作り話によって、葛木の名誉は守られることになった。
藤村 大河（ふじむら たいが）
2-Cの担任教師で、担当科目は英語。いつも虎縞の服を着ている。普段ははっちゃけた性格だが、教師としては真面目な一面も持っている。剣道有段者でいつも竹刀を持ち歩いている。弓道部の顧問。「なぜか戦闘力が高すぎる教師」の一人。
間桐 臓硯（まとう ぞうけん）
PTA会長。間桐兄妹の祖父。間桐家は冬木市でも指折りの名家であり、鐘や楓とも面識がある。非常に高齢だが言動はしっかりしており、鐘からは「人格者」と称賛されている。
聖杯戦争中に死去したらしく、公には聖杯戦争中の災害によって死去と発表され、後にお別れ会も開かれた。
化野 菱理（あだしの ひしり）
養護教諭。普段は「笠間（かさま）」という偽名を用いている。その正体は魔術協会でも「神秘の秘匿」を専門に司る法政科の魔術師で、聖杯戦争終了後にロード・エルメロイII世と結託して冬木に現れ、聖杯戦争の説明責任者として凛と綾香をロンドンへと連れて行く。
「英雄史大戦」では「笠間先生」というプレイヤー名で大会に参戦した。
ラニ=VI（ラニ=シックス）
葛木の後任として新年度から着任した教師。エジプト出身で、片言の日本語を話す。ミイラが好き。陽気で人懐っこい性格をしているが、角隈をして「読めない」といわれる底の知れなさをみせる。
外見は『Fate/EXTRA』に登場したラニ=Ⅷによく似ているが、髪型や体型などに差異がある。

### 冬木市の人たち
三枝 孝太（さえぐさ こうた）
由紀香の上の弟。やんちゃな性格だが、姉思いでもある。
由紀香の下の弟
由紀香の弟たちのうち、眼鏡をかけた少年。「英雄史大戦」のプレイヤーであり、鐘たちがプレイヤーとなったのは彼が頼んだからである。クリスマスに知り合った凛が気になっている。
氷室 道雪（ひむろ どうせつ）
鐘の父親で、冬木市の市長。娘の許婚の件では気にしないように伝えている。楓たちの雑談を聞いて、現在建設中の全天候型プール施設を「わくわくざぶ〜ん」と改名した。作中1年目の冬、鐘の懇願を受けてやむを得ず1ヶ月だけ鐘を市政に関わらせたが、鐘の独自調査を全面的に信頼し、結果として聖杯戦争における市民被害を抑えることに成功した。
氷室夫妻は本作品が初出であり、原作ゲーム等には登場していないが、あらかじめ原作者である奈須きのことの話し合いによってイメージを固めたと作者本人がブログで語っている。
氷室 鈴（ひむろ すず）
鐘の母親。フランス料理を作るのが得意。詠鳥庵の常連客で、楓に対してはとてもいい印象を持っている。
柳洞 零観（りゅうどう れいかん）
一成の兄。一成と同じく柳洞寺に住んでいる僧侶。大河や音子とは友人関係にあたる。
蛍塚 音子（ほたるづか おとこ）
新都の酒屋・コペンハーゲンの一人娘。大河とは親友で、「ネコ」と呼ばれている。
ライダー
第五次聖杯戦争における騎兵の英霊。聖杯戦争で間桐桜に召喚され、戦後唯一生存したサーヴァントとなった。聖杯戦争後の春、マウント深山商店街の骨董品店のアルバイト店員として登場し、氷室たちと顔見知りになる。後に書店員のアルバイトも始めている。和物の目利きは全くないものの、ギリシアに縁のあるの骨董品の由来には強い。聖杯戦争中に吸血を行った美綴のことを気に入っているが、本人からは敬遠されている。アルバイトに精を出しているのは桜が海外渡航するための旅費を溜めるため。
　また「おなじみ英霊様」レギュラーメンバーの一人として本編登場に先駆けて登場。なお英霊時は裸眼の筈だが、作者の趣味によりどんな時でも眼鏡を着用している。なお本編の「英雄史大戦」でもメデューサ（メドゥーサ）が登場している。
蒔寺楓の父
名前は不詳。詠鳥庵の店主。顔も明らかになっていないが、娘に対して鉄拳制裁も辞さない過激な性格である模様。抑揚が強めの口調で、怒った際には「ぶるぅあぁあぁあああああっ!!」と叫ぶ。
佐伯直美の兄
名前は不詳。妹同様眼鏡をかけている。妹との関係は良好のようで、自身の友人を交えて遊んだり、妹が大衆の前でコスプレをする事を憂いたりするなどしている。
遠坂 時臣（とおさか ときおみ）
遠坂凛の亡父。凛の回想でのみ登場。
言峰 綺礼（ことみね きれい）
新都の冬木教会の神父。凛の魔術師としての兄弟子にして後見役。時臣死後の遠坂の資産管理を行ったが、かなり杜撰だったようで数点の魔術品を流出させてしまっていた。凛の回想でのみ登場。
沙条 広樹（さじょう ひろき）
沙条の父。頻繁に家を留守にしているらしく、氷室の天地本編での描写は一切ないのだが、『ひむてんマテリアル』にて存在が確認された。
日比乃 ひびき（ひびの ひびき）、桂木 千鍵（かつらぎ ちかぎ）、ケータイさん
喫茶店「アーネンエルベ」の店員。ひびきはファミリーレストランでも店員としても、またケータイさんは千鍵が手に持つ形で登場している。「英雄史大戦」ではひびきがプレイヤー、ブレーンをケータイさんとしてチーム名「スターリッド・マーマレード」として大会に参加した。
成松（なりまつ）
冬木市市議会議員。中年の男性。年末の忘年パーティで道雪に接近して、派閥入りを願い出た。だが実は別派閥からの間諜役であり、それを事前に知っていた鐘から事前に道雪に伝えられた。結局道雪は、彼を「埋伏の毒」として自らの派閥に迎え入れた。「未遠川の廃船処理」に関する利権について思う所があるらしい。
龍造寺（りゅうぞうじ）
「英雄史大戦」の有名プレイヤーで、強豪として知られる長髪の男。「龍造寺四天王」と呼ばれる仲間たちと行動を共にしている。「地方キャラバン大会」では優勝候補筆頭だったが、1回戦で化野に敗北した。
「成松」（なりまつ）
「龍造寺四天王」のリーダー格。長身で体格のいい男性。成松議員の長男で、プレイヤー名は本名。荒っぽい風貌をしているが正々堂々とした性格で、やむなく仲間の不正を利用してゲームをプレイした際には後に深々と謝罪している。プレイスタイルは「プレイングで勝つ」というもの。
「木下」（きのした）
「龍造寺四天王」のひとり。23歳の非常に小柄な女性で、仲間からは「姐さん」と呼ばれている。プレイスタイルは「環境を読む」というもので、戦前の徹底したリサーチをもとに戦術を組み立てる。
「円城寺」（えんじょうじ）
「龍造寺四天王」のひとり。「リサーチ」と書かれた帽子を被った男性。プレイスタイルは複数の部下に諜報させた情報から戦術を組み立てるもの。
「江里口」（えりぐち）
「龍造寺四天王」のひとり。上半身裸の男。「地方キャラバン大会」では1回戦で「スターリッド・マーマレード」に敗北。
「百武」（ひゃくたけ）
「龍造寺四天王」のひとり。上半身裸に烏帽子のようなものを被った男。仲間の中では中堅と呼ばれていたが、「地方キャラバン大会」では1回戦で綾香に敗北。
たかし
「英雄史大戦」のプレイヤー。「歴史狂大作」のプレイヤー名で「地方キャラバン大会」に参加。後藤の1回戦の対戦相手になったが、所持していたカードが型落ちしていたために不戦敗した。

### その他
ロンドン☆スター
沙条のイギリス人の知人。「ロンドン☆スター」はハンドルネーム。かなりの腕前のゲーマーで、「英雄史大戦」にも通じている。この作品のアレクサンダー大王のデザインに対して不満があり、実際見てきたかのような事を呟いている。その正体は、第四次聖杯戦争にライダーのマスターとして参加し、時計塔の講師となっているロード・エルメロイII世ことウェイバー・ベルベットである事が示唆されている。裏設定では「時計塔」における沙条の魔術の師であり、彼女の魔術適性を見極めつつ植物を媒介とした魔女術の魔術師として教育しているとされる。なおウェイバー以外の第四次聖杯戦争参加者も、数名が作中でカメオ登場を果たしている。
イリヤスフィール・フォン・アインツベルン
第五次聖杯戦争におけるマスターのひとり。年明けの「カウントダウン花火大会」の時点ですでにバーサーカーを召喚している。
フラット・エスカルドス
沙条の兄弟子であり、彼女が植物魔術に傾倒するきっかけを作ってしまった張本人でもある。
沙条 愛歌（さじょう まなか）
沙条綾香の姉。「理想の王子様」に出会えなかったことにより旧Fateのような存在にはならず、人畜無害な恋愛脳キャラクターとして世界を放浪しているらしい。綾香との仲は良好で、彼女が冬木市に在住していても聖杯戦争にマスターとして選ばれることはないように何らかの処置を施した形跡がある。
ケイネス・エルメロイ・アーチボルト / ソラウ・ヌァザレ・ソフィアリ
10年前の冬木ハイアットホテル爆破事件に巻き込まれた白人夫婦。遺体が発見されなかったため失踪とされている。氷室は2人をCIAの工作員だと考えている。2人の正体と「失踪」の真相は『Fate/Zero』で描写されている。なお劇中では2人の名前は明示されていない。
ジナコ＝カリギリ
単行本カバー下おまけ漫画「おなじみ英霊様」に放送作家として登場。
マシュ・キリエライト
単行本11巻頭カラー漫画「おなじみ英霊様」に登場。
蒼崎 橙子（あおざき とうこ）
単行本11巻頭カラー漫画「おなじみ英霊様」に登場。キャラクタービジュアルは『魔法使いの夜』のもの。

### 英霊たち
いずれも本編にはほとんど登場せず、単行本カバー下おまけ漫画「おなじみ英霊様」やカメオ的な登場に留まる。後にライダーのみ本編にも登場するようになった。
セイバー
第五次聖杯戦争における剣の英霊。本編でも召喚され、黒化した後に敗退したことがわかる。
「おなじみ英霊様」ではレギュラーメンバーとして登場。なお本編の「英雄史大戦」では通説を踏襲し、王のイメージ通り髭を蓄えた雄々しい人物ビジュアルのアーサー王が登場している。
キャスター
第五次聖杯戦争における魔術師の英霊。年明けの「カウントダウン花火大会」の時点では既にサーヴァントとして召喚されていた。聖杯戦争ころには葛木と契約して、周囲にも柳洞寺の居候として認知されていたが、葛木の行方不明とともに彼女も姿を消してしまったことになっている。
「おなじみ英霊様」ではレギュラーメンバーとして登場。なお本編の「英雄史大戦」では魔法少女然としたビジュアルのメディアが登場している。
アーチャー
第五次聖杯戦争における弓兵の英霊。『月刊ComicREX』に掲載された番外編（単行本第2巻収録）にも少し登場している。
ランサー
第五次聖杯戦争における槍兵の英霊。
バーサーカー
第五次聖杯戦争における狂戦士の英霊。年明けの「カウントダウン花火大会」の時点では既にサーヴァントとして召喚されている。
「おなじみ英霊様」を放送している放送局の局長。本編では人語を話す事はないが普通に喋っている。なお本編の「英雄史大戦」では獣人のようなビジュアルのヘラクレスが登場している。
アサシン
第五次聖杯戦争における暗殺者の英霊。なお本編の「英雄史大戦」でも佐々木小次郎が登場している。
ギルガメッシュ
第四次聖杯戦争における弓兵の英霊。本編の時系列では第四次聖杯戦争で受肉を果たした後、若返りの薬を飲んで冬木市に潜伏中であり、幼年体（子ギル）となって子供たちに混じっている様子が描かれている。
真アサシン
第五次聖杯戦争における真の暗殺者の英霊。本編でも召喚された様子が得かがれている。
「おなじみ英霊様」における役職はプロデューサー。
赤セイバー
月面の聖杯戦争における剣の英霊。セイバーと入れ替わって「おなじみ英霊様」に登場した。宝具「招き蕩う黄金劇場（アエストゥス・ドムス・アウレア）」ではテレビ番組『8時だョ!全員集合』『ドリフ大爆笑』の舞台を展開する。
キャスター
月面の聖杯戦争における魔術師の英霊。第五次聖杯戦争のキャスターと入れ替わって「おなじみ英霊様」に登場した。なお本編の「英雄史大戦」でも玉藻の前が登場している。
ランサー
第四次聖杯戦争における槍兵の英霊。他の第四次聖杯戦争で召喚された英霊とともにカメオ登場をしたほか、鐘の前世にまつわる話で登場。
グラニア
「ディルムッド（Zeroランサー）とグラニア」の逸話に登場する女性。由紀香の持ち出した前世占いによると、鐘の前世は彼女であるらしいが、あくまでも他愛のない少女向け占い本の結果である。
なお、氷室鐘 役を演じる中川里江は、『Fate/Zero』でグラニア 役を演じている。

## 作中用語
英雄史大戦
作中数度にわたって登場する「オンラインカードアーケードゲーム」。元ネタは『三国志大戦』。基本ルールはモチーフとほぼ同じであり、カードの戦闘力だけではなく創意工夫が勝利のポイントとなるところなども共通している。「英雄・偉人・悪漢・妖怪」が登場するとしているが、神話・伝説上の人物や創作の登場人物まで「歴史上の人物」なら節操無く登場しており、その固有能力もやや強引なものがある。双方のプレイヤーによって5枚のカードで構築されるデッキには、それぞれ「地中海デッキ」・「欧州デッキ」・「中国デッキ」などの地域別の区分がある他、「化学デッキ」などテーマ別でも編成できる模様。ゲーム業界大手のSBN社が開発した。
カードには、接近戦が得意な「ウォリア」、遠距離攻撃ができる「アーチャー」、突進攻撃ができる「ライダー」と3つの兵種が存在し、ウォリアはライダーの突進を迎撃によって防ぎ、アーチャーはウォリアを遠射でき、ライダーはアーチャーを翻弄できる、といった三すくみの関係になっている。カード同士が接近すると乱戦となり、カードごとに決定されている能力値（それぞれ武10、防10を最高値とする）が使用される。またカードにはそれぞれ固有能力が設定されており、それを使用して戦況を有利に進める事ができる。ただし能力を使用するには「士気値」を消費する必要があり、これは条件に応じて増減する。
オンラインプレイができる家庭用ゲームソフトも存在する。そちらのプレイヤー層の幅は広く、国外にもプレイヤーが存在する。作中冬にバージョンアップが行われ、「英雄史大戦Ver.2 グランドオーダー」となった。基本ルールは変わらないが、デッキ編成にコスト制が導入されたり登場キャラクターの強化が行われた。
おなじみ英霊の座
単行本の表紙カバー下に掲載されている短編漫画。世界観としては、テレビ番組という設定。セイバー・ライダー・キャスターといったFate本編で登場した英霊たちが登場し、メタな話題などを繰り広げる。一応、本編とはリンクしているようで、本編でその英霊がサーヴァントとして召喚されると、「英霊の座」には登場しなくなっている。

## 逸話
- 版を重ねる度に奥付ページのイラストが変わっていくという珍しい形式をしている。例えば単行本第2巻だと沙条がもくもくとお好み焼きを食べて行く様が進行していき、第3巻では蒔寺の補習授業の様子が進行していく。
- 各アニメ専門店等ではペーパーや栞、小冊子などの特典がつけられる事がある。第6巻と第7巻ではメロンブックスの購入特典として、設定資料小冊子「氷室の天地 Fate/school life MINIMUM material」「植物魔術のひみつ」が入手できた。
- 千葉市美術館において2011年11月22日〜2012年1月29日に開催された「瀧口修造とマルセル・デュシャン」展では、デュシャン関連書物の1つとして第43話が拡大パネル付きで紹介された。萌え4コマ作品が美術館で取り上げられた珍しい例である。
- 2013年8月9日、豊橋競輪にて「磨伸映一郎『氷室の天地』第6巻絶賛発売中記念レース」が開催され、黒川茂高選手が勝利し賞品として単行本と直筆サイン色紙が贈呈された[8]。

## 書誌情報
- 磨伸映一郎（漫画）、TYPE-MOON（原案・監修） 『氷室の天地 Fate/school life』 一迅社〈4コマKINGSぱれっとコミックス〉、全17巻
  1. 2008年1月22日発売[9]、ISBN 978-4-7580-8006-4
  2. 2009年2月21日発売[10]、ISBN 978-4-7580-8029-3
  3. 2010年1月22日発売[11]、ISBN 978-4-7580-8067-5
  4. 2011年3月25日発売[12]、ISBN 978-4-7580-8113-9
  5. 2012年1月21日発売[13]、ISBN 978-4-7580-8139-9
  6. 2013年5月22日発売[14]、ISBN 978-4-7580-8177-1
    - （限定版）同日発売[15]、ISBN 978-4-7580-8178-8

  7. 2014年4月22日発売[16]、ISBN 978-4-7580-8205-1
    - （特装版）同日発売[17]、ISBN 978-4-7580-8204-4

  8. 2015年5月22日発売[18]、ISBN 978-4-7580-8231-0
    - （特装版）同日発売[19]、ISBN 978-4-7580-8232-7

  9. 2015年12月22日発売[20]、ISBN 978-4-7580-8252-5
    - （特装版）同日発売[21]、ISBN 978-4-7580-8253-2

  10. 2017年3月2日発売[22]、ISBN 978-4-7580-8278-5
    - （特装版）同日発売[23]、ISBN 978-4-7580-8279-2

  11. 2018年1月22日発売[24]、ISBN 978-4-7580-8301-0
    - （特装版）同日発売[25]、ISBN 978-4-7580-8302-7

  12. 2019年7月22日発売[26]、ISBN 978-4-7580-8331-7
    - （特装版）同日発売[27]、ISBN 978-4-7580-8332-4

  13. 2020年8月24日発売[28]、ISBN 978-4-7580-8352-2
    - （特装版）同日発売[29]、ISBN 978-4-7580-8353-9

  14. 2021年7月20日発売[30]、ISBN 978-4-7580-8368-3
    - （特装版）同日発売[31]、ISBN 978-4-7580-8369-0

  15. 2022年7月22日発売[32]、ISBN 978-4-7580-6988-5
    - （特装版）同日発売[33]、ISBN 978-4-7580-6989-2

  16. 2025年2月27日発売[34]、ISBN 978-4-7580-8454-3
  17. 2025年2月27日発売[35]、ISBN 978-4-7580-8668-4

## テレビアニメ
2017年12月31日、『Fate Project 大晦日 TV スペシャル 2017』内にて、Fate/Grand Orderとコラボレーションした短編テレビアニメ『Fate/Grand Order × 氷室の天地 〜7人の最強偉人篇〜』が放送。同年12月9日に東京都秋葉原で開催された『Fate/Grand Order ゲストトークステージ in 秋葉原祭り 2017』にて製作が発表された。制作はTYPE-MOON作品のアニメーションを多く手掛けるufotable。絵コンテ・演出をTVアニメ『Fate/stay night ［Unlimited Blade Works］』にて監督を務めた三浦貴博が務める。